# Euroweb Romania
Euroweb România este o companie de telecomunicații din România. Compania a fost fondată în 1998 prin achiziționarea de către Euroweb Internațional a diviziei internet a Rokura Sumitcom și a societății private Mediator.
Compania are ca obiect de activitate furnizarea de soluții de comunicații IP și Internet destinate segmentului de afaceri, precum și servicii complementare, cum ar fi VoIP și video-telefonie.
Până în mai 2010, acționarul principal al Euroweb România a fost Invitel International, al doilea mare operator de comunicații terestre din Ungaria, și care deține cea mai mare infrastructură alternativă proprie din Europa de Sud-Est.
Grupul reunește brand-urile Invitel, Memorex AG și Euroweb.
Grupul Invitel International este cotată la bursa americană - American Stock Exchange.
Începând cu anul 2010, acționarul principal al Euroweb Romania este Pantel International, parte a grupului Turk Telekom.
Grupul turc deține printre cele mai vaste infrastructuri de telecomunicații din Sud-Estul Europei, controlând mărci ca Pantel, Euroweb, TTNET, Argela, Innova, Sebit, Sobee, AssisTT.
Euroweb Romania este inițiatorul unuia dintre primele servicii comerciale de acces la Internet din România - rețeaua Starnets (1993).
Euroweb Romania este membru fondator al A.N.I.S.P. (Asociația Națională a Internet Service Provider-ilor) și inițiator al proiectului RoNIX (Romanian Network for Internet eXchange).
Număr de angajați în 2008: 100
Cifra de afaceri:
- 2010: 10 milioane euro[5]
- 2009: 10 milioane euro[6]
- 2008: 12,1 milioane euro[7]
- 2004: 8 milioane euro[8]